# یرون‌په
یَروِن‌پَه (سوئدی: Träskända) یکی از شهرهای فنلاند است.